# Wilburton, Oklahoma
Wilburton är administrativ huvudort i Latimer County i Oklahoma. Enligt 2010 års folkräkning hade Wilburton 2 843 invånare.